# Acid valeric
Acid valeric hay acid pentanoic là một acid carboxylic alkyl mạch thẳng với công thức hóa học tổng quát là C5H10O2 và công thức khai triển là CH3(CH2)3COOH. Tương tự như các acid carboxylic với phân tử lượng thấp khác, nó có mùi vị khó chịu tương tự như của tất bẩn. Nó được tìm thấy ở dạng tự nhiên trong loài cây lâu năm, gọi là nữ lang (Valeriana officinalis), mà từ danh pháp khoa học của loài này có được tên gọi của nó. Công dụng chủ yếu của nó là để tổng hợp các ester của nó. Các ester dễ bay hơi của acid valeric có xu hướng có mùi thơm và được sử dụng trong nước hoa và mỹ phẩm. Ethyl valerat và pentyl valerat được sử dụng làm phụ gia thực phẩm do hương vị mùi hoa quả của nó.
Acid valeric có cấu trúc tương tự như cả GHB và tác nhân truyền dẫn tín hiệu thần kinh GABA. Nó khác với acid valproic ((CH3(CH2)2)2CHCOOH) chỉ ở chỗ thiếu một mạch 3-carbon.

## An toàn
Acid valeric có thể gây ra kích thích dị ứng ở người nếu tiếp xúc với da hay mắt, nhưng sẽ gây ít tổn hại nếu tiếp xúc ở các chỗ khác do nó có xu hướng không bay hơi ở nhiệt độ phòng trừ khi nó ở dạng đóng băng. Tuy nhiên, nó là độc hại đối với thủy sinh vật và vì thế không nên thải nó vào trong hệ thống thoát nước mà trước đó không hòa loãng dung dịch Acid của nó.

## Ứng dụng
Rễ cây nữ lang được sử dụng từ lâu trong y học như một loại thảo dược để giảm đau/thôi miên.
Acid valeric nếu dùng trực tiếp, được cho là có tác dụng đối với các mụn trứng cá, tuy nhiên vẫn chưa được hỗ trợ từ các thử nghiệm có kiểm chứng.